# Kurt Aland
Kurt Aland (ur. 28 marca 1915 w Berlin-Steglitz, zm. 13 kwietnia 1994 w Münster, Westfalia) – niemiecki teolog i profesor Badań Nowego Testamentu i Historii Kościoła. Kierował Instytutem Badań Tekstu Nowego Testamentu (Institut für neutestamentliche Textforschung) i był głównym wydawcą Nestle-Aland Novum Testamentum Graece (greckiego Nowego Testamentu).

## Życiorys

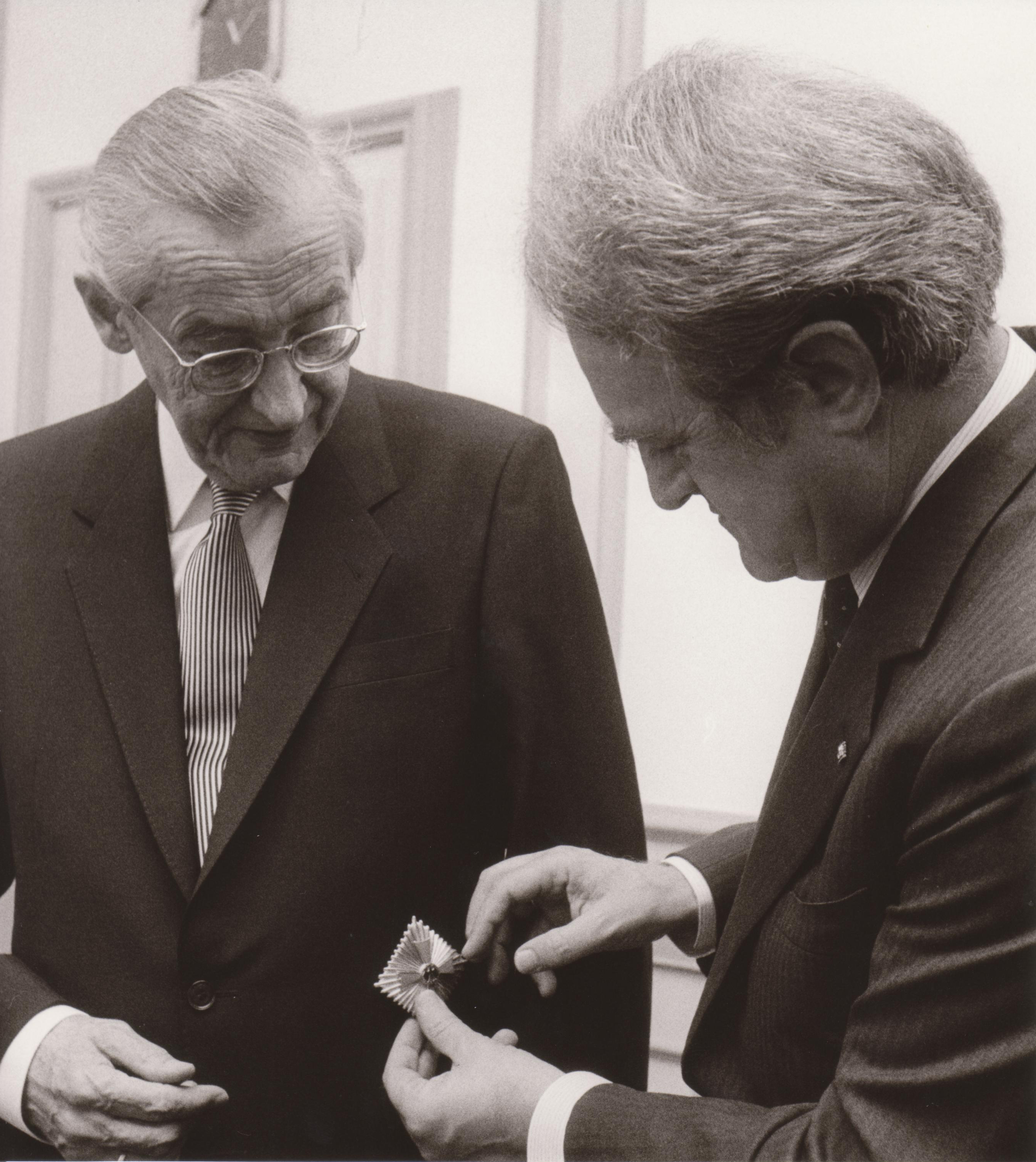
Odznaczany w 1983 Krzyżem Komandorskim Orderu Zasługi Republiki Federalnej Niemiec

Kurt Aland od 1933 studiował teologię na Uniwersytecie Humboldta w Berlinie. Egzaminy teologiczne zdawał przed Bruderrat w Kościele Wyznającym (Bekennende Kirche), w dniu 23 marca 1938 roku. Już podczas studiów pracował w czasopiśmie Wyznającego Kościoła, »Junge Kirche«. W ideologicznej broszurze »Wer fälscht?« (napisana przeciwko Mathilde Ludendorff) utożsamia się z Wyznającym Kościołem. W 1939 roku uzyskał licencjat u Hansa Lietzmanna. W 1940 został uznany za niezdolnego do służby wojskowej, w 1941 roku po śmierci swego nauczyciela Hansa Lietzmanna przejął redagowanie teologicznego czasopisma. W 1941 uzyskał habilitację, w 1944 roku został ordynowany na proboszcza w Berlinie-Steglitz.
Po wojnie wykładał na Wydziale Teologicznym na Uniwersytecie Humboldtów w Berlinie, w 1947 roku został mianowany profesorem zwyczajnym w Halle.
Aland był krytycznie nastawiony wobec marksistowskiego reżimu NRD, co doprowadziło do prześladowań. W 1953 oskarżono go o przemycanie zegarków do Berlina Zachodniego i trzy miesiące spędził w areszcie. Aland kilkakrotnie wypowiedział się publicznie przeciwko uciskowi kościołów i akademickiej wolności w NRD. W lipcu 1958 został zwolniony z pracy na uniwersytecie. We wrześniu 1958 roku Aland uciekł do Berlina Zachodniego. W 1959 został profesorem na Westfalskim Uniwersytecie Wilhelma w Münster. Tutaj założył Institut für Neutestamentliche Textforschung, którym kierował do 1983 roku. Od 1976 był członkiem zagranicznym Królewskiej Holenderskiej Akademii Sztuk i Nauk. 
Jego żoną była Barbara Aland.

## Dzieła
- Spener-Studien, 1943, (=Arbeiten zur Geschichte des Pietismus I. Arbeiten zur Kirchengeschichte vol. 28);
- Kirchengeschichtliche Entwürfe: Alte Kirche - Reformation und Luthertum - Pietismus und Erweckungsbewegung, 1960.
- Die Säuglingstaufe im Neuen Testament und in der alten Kirche. Eine Antwort an Joachim Jeremias, (=TEH; N.F. 86), 1961; Über den Glaubenswechsel in der Geschichte des Christentums, 1961;
- Bibel und Bibeltexte bei August Hermann Francke und Johann Albrecht Bengel. In: Pietismus und Bibel, (=AGP; 9), 1970, 89-147;
- Taufe und Kindertaufe. 40 Sätze zur Aussage des Neuen Testaments und dem historischen Befund, zur modernen Debatte darüber und den Folgerungen daraus für die kirchliche Praxis - zugleich eine Auseinandersetzung mit Karl Barths Lehre von der Taufe, 1971;
- A Textual Commentary on the Greek New Testament. A Companion Volume to the United Bible Societies Greek New Testament (3. ed.) de B. M. Metzger e do Editorial Committee of the United Bible Societies Greek New Testament (K. Aland, M. Black, C.M. Martini, B.M. Metzger e A. Wikgren), 1971;
- Neutestamentliche Entwürfe, (=Theol. Bücherei, NT; 63), 1979;
- Der Text des Neuen Testaments. Einführung in die wissenschaftlichen Ausgaben sowie in Theorie und Praxis der modernen Textkritik (wraz z Barbara Aland), 1982, 1989;
- Die Grundurkunde des Glaubens. Ein Bericht über 40 Jahre Arbeit an ihrem Text. Em: Bericht der Hermann Kunst- Stiftung zur Förderung der Neutestamentlichen Textforschung für die Jahre 1982 bis 1984, 1985, 9-75;
- Das Neue Testament - zuverlässig überliefert. Die Geschichte des neutestamentlichen Textes und die Ergebnisse der modernen Textforschung, (=Wissenswertes zur Bibel; 4), 1986;
- Text und Textwert der griechischen Handschriften des Neuen Testaments, vol. I-III (=Arbeiten zur neutestamentlichen Textforschung), 1987 ff.;